# Douglas Camfield
Douglas Camfield est un réalisateur britannique né le 8 mai 1931 et mort le 27 janvier 1984  ayant travaillé à la télévision de 1961 à 1984.

## Biographie
Après avoir été étudiant à l'école d'art de York il tente de bosser pour les studios Walt Disney. Il passe son service militaire et devient lieutenant au régiment du West Yorkshire en 1951. Il quittera l'armée pour raison de santé en 1956. Se tournant vers la réalisation, il devient assistant réalisateur auprès de Waris Hussein sur les premiers épisodes de Doctor Who tel que « An Unearthly Child » (1963) et « Marco Polo » (1964) et commencera son travail de réalisation sur la troisième partie de l'épisode 1965 « Planet of Giants»

### Période Doctor Who
Douglas Camfield réalisera de nombreux épisodes et influencera en partie la direction de la série. Il réalise ainsi en 1965 « The Crusade » et « The Time Meddler » qui sera particulièrement remarqué pour son utilisation originale des studios. En 1966 on lui confie la réalisation d'un immense épisode composé de 12 parties de 20 minutes, « The Daleks' Master Plan » qui sera particulièrement difficile à réaliser.
En 1968 il réalise l'épisode «The Web of Fear » et engage l'acteur Nicholas Courtney pour jouer le rôle de Lethbridge-Stewart, rôle qu'il gardera durant de nombreuses saisons. La même année sur l'épisode « The Invasion » il engage aussi John Levene dont le rôle du Sergent Benton fera aussi partie du casting régulier de la série. Mais, Camfield commence à en avoir marre d'être assigné aux épisodes de la série par la BBC et tombe malade pendant la réalisation de l'épisode  « Inferno » qui sera terminé par le réalisateur-producteur Barry Letts.
Il revient néanmoins sur la série en 1975 sur deux épisodes « Terror of the Zygons » et « The Seeds of Doom »

### Autres réalisations
Douglas Camfield est aussi réalisateur pour des séries telles que  Z-Cars, Paul Temple, Van der Valk, Regan, Shoestring, Les Professionnels, Out of the Unknown, The Nightmare Man, un téléfim de la BBC de Beau Geste et la version téléfilm de 1982 d'Ivanhoe.

### Vie personnelle
Sujet à des faiblesses cardiaques, il quitter l'armée en 1956 avec le grade de lieutenant. Il gardera toujours une certaine affection pour l'armée britannique et a souvent dirigé des militaires dans les séries télé qu'il a dirigées, comme l'incorporation de UNIT dans la série Doctor Who. Il fut connu pour son sens du professionnalisme. Marié à l'actrice Sheila Dunn, il la dirigera dans plusieurs épisodes de Doctor Who.
Il meurt d'une attaque cardiaque en 1984. Son fils, Joggs travaille dans l'industrie musicale et réalisera un documentaire Remembering Douglas Camfield disponible dans la version DVD de 2013 de l'épisode « Terror of the Zygons. » Son personnage apparaît brièvement dans le téléfilm  An Adventure in Space and Time sous les traits de l'acteur Sam Hoare.

## Source de la traduction
- (en) Cet article est partiellement ou en totalité issu de l’article de Wikipédia en anglais intitulé « Douglas Camfield » (voir la liste des auteurs).